# Open Mind Common Sense
Open Mind Common Sense (OMCS) je projekt umělé inteligence vytvořený na Massachusetts Institute of Technology (MIT) Media Lab. Jeho cílem je z příspěvků tisíce lidí přes web budovat a využít commonsense knowledge base.
Projekt vznikl v roce 1999 a je založen na třech vzájemně propojených reprezentacích – korpusu přirozeného jazyka (ovlivňovaný přímo přispěvateli webu), sémantickou síti budovanou z tohoto korpusu nazvanou ConceptNet a maticově založenou reprezentací ConceptNetu nazvanou AnalogySpace, která redukováním počtu náhodných proměnných přicházejících v úvahu (dimensionality reduction) může vyvozovat nové znalosti. Znalosti sesbírané přes Open Mind Common Sense umožňují výzkum projektů na MIT i jinde.